# Vasile Andrei
Vasile Andrei (né le 28 juillet 1955 dans le Județ de Ialomița) est un lutteur roumain spécialiste de la lutte gréco-romaine. Il participe aux Jeux olympiques d'été de 1980 et aux Jeux olympiques d'été de 1984. En 1980, il remporte la médaille de bronze en combattant dans la catégorie des poids lourds (-100 kg). En 1984, il remporte le titre olympique en combattant dans la même catégorie de poids. 

## Palmarès

### Jeux olympiques
- Jeux olympiques de 1980 à Moscou,  Union soviétique
  -  Médaille de bronze.
- Jeux olympiques de 1984 à Los Angeles,  États-Unis
  -  Médaille d'or.